# 權用溥
權用溥，广西柳州府马平县人，明朝政治人物。举人出身。

## 生平
隆庆四年（1570年）庚午科廣西鄉試舉人，万历五年（1577年），擔任廣東廣州府永安縣知縣（現紫金縣知縣）。后由朱孔昭接任。